# Olympische Jugend-Sommerspiele 2014/Teilnehmer (Mali)
| Gelbes Symbol für Goldmedaillen mit stilisierten Olympischen Ringen | Graues Symbol für Silbermedaillen mit stilisierten Olympischen Ringen | Braundes Symbol für Bronzemedaillen mit stilisierten Olympischen Ringen |
| ------------------------------------------------------------------- | --------------------------------------------------------------------- | ----------------------------------------------------------------------- |
| —                                                                   | —                                                                     | —                                                                       |

Die Jugend-Olympiamannschaft aus Mali für die II. Olympischen Jugend-Sommerspiele vom 16. bis 28. August 2014 in Nanjing (Volksrepublik China) bestand aus vier Athleten.

## Athleten nach Sportarten

### Leichtathletik
| Mädchen - Kénéfing Traoré Speerwurf: 16. Platz 8 × 100 m Mixed: 25. Platz | Jungen - Sekou Traore 100 m: 15. Platz 8 × 100 m Mixed: 41. Platz |

### Schwimmen
Jungen
- Oumar Touré
50 m Freistil: 30. Platz
50 m Schmetterling: 32. Platz

### Taekwondo
Mädchen
- Zeinab Begne Doumbia
Klasse bis 55 kg: disqualifiziert (1. Runde)